# Elezioni parlamentari in Nagorno Karabakh del 2000
Le elezioni parlamentari in Nagorno Karabakh del 2000 si sono tenute il 10 giugno per il rinnovo dell'Assemblea nazionale (Azgayin Zhoghov).
Gli elettori hanno scelto tra cinque partiti e 113 candidati i trentatré membri del parlamento, ventidue dei quali eletti con il sistema proporzionale dei voti di lista, ed i restanti undici con il sistema maggioritario a collegio.
Secondo quanto riportato dalla Commissione Elettorale Centrale su circa 84000 elettori hanno espresso il voto circa il 60% degli aventi diritto, nei 244 seggi elettorali all'uopo predisposti.

## Risultati
|   | Partito                           | Seggi ottenuti |
| - | --------------------------------- | -------------- |
| 1 | Unione Democratica dell'Artsakh   | 13             |
| 2 | Federazione Rivoluzionaria Armena | 9              |
| 3 | Partito Social Democratico        | 1              |
| 4 | Partito Comunista dell'Artsakh    | -              |
| 5 | Indipendenti                      | 10             |